# Wojciech Cybulski
Wojciech Prawdzic Cybulski (ur. 10 kwietnia 1808 w Koninie, zm. 16 lutego 1867 we Wrocławiu) – polski językoznawca, profesor, uczestnik powstania listopadowego, deputowany do Pruskiego Zgromadzenia Narodowego i pruskiego Landtagu w Berlinie w latach 1849–1852. 

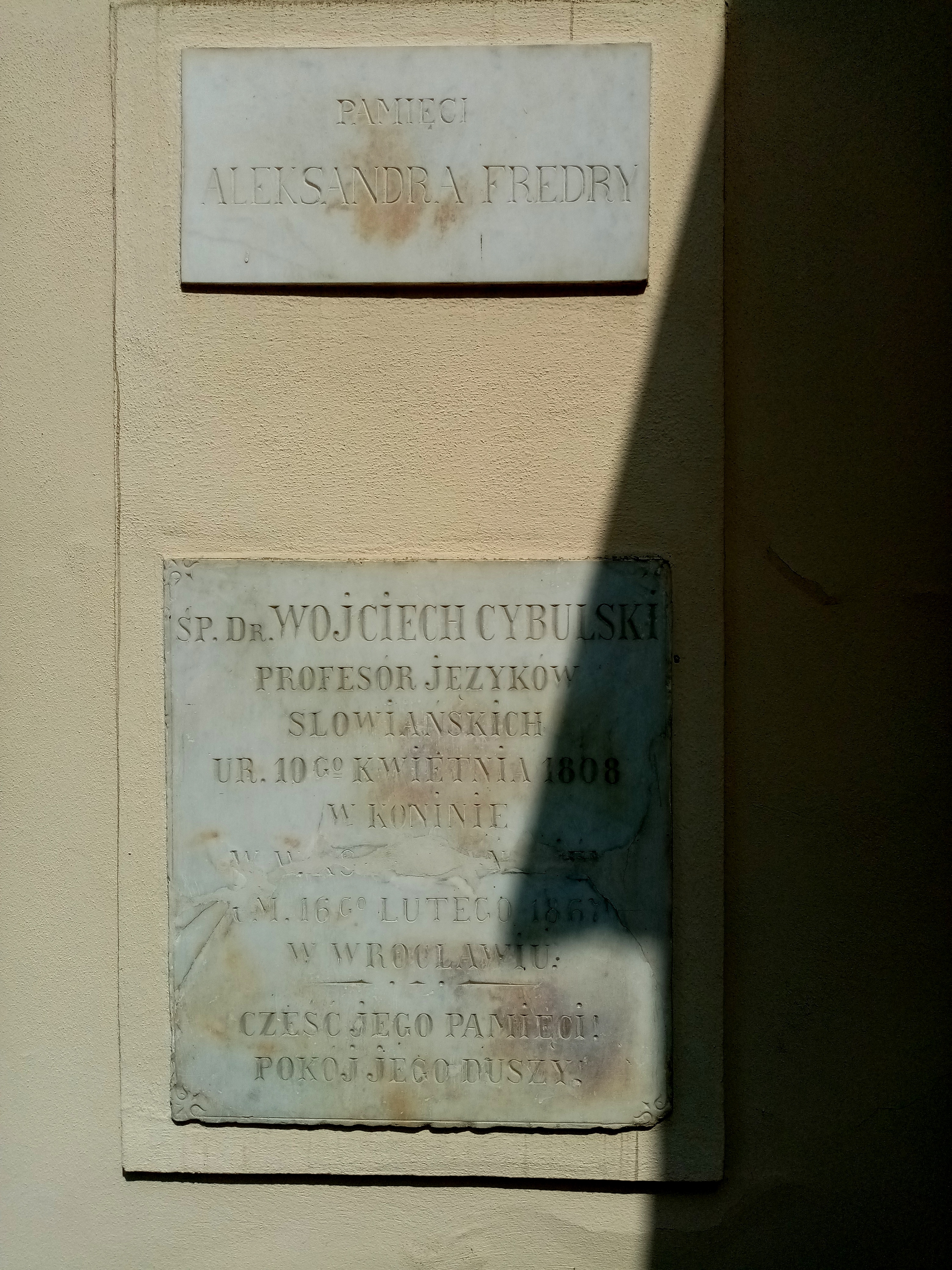
Epitafium Wojciecha Cybulskiego na elewacji kościoła pw. św. Maurycego we Wrocławiu

## Życiorys
Pochodził z niezamożnej rodziny, jego ojciec był zarządcą majątku hrabiostwa Łąckich. Szkołę elementarną ukończył w Lwówku a maturę zdał w roku 1828 w poznańskim gimnazjum.
Studia filologiczne odbył na uniwersytecie w Berlinie w latach 1828 – 1836. Początkowo studiował filologię klasyczną i historię, uczestnicząc min. w wykładach profesora Hegla. W roku 1829 spotkał Adama Mickiewicza, który wywarł na niego duży wpływ i spowodował zmianę zainteresowań w kierunku studiów nad literaturą słowiańską.
W roku 1831 wyjechał potajemnie z Berlina, aby wziąć udział w powstaniu listopadowym. Raniony w bitwie pod Rutkami dostał się do niewoli rosyjskiej. Karę zesłania odbywał w Wilnie i Bobrujsku. W roku 1833 w drodze do Berlina został aresztowany i osadzony w twierdzy w Świdnicy, po pewnym czasie został zwolniony. Umożliwiono mu też dokończenie studiów na berlińskiej uczelni.
W roku 1836 obronił doktorat i rozpoczął prowadzenie wykładów z języków słowiańskich. Po uzyskaniu stypendium odbywał podróże naukowe do krajów południowosłowiańskich, przebywał kolejno w Pradze, Wiedniu, Bratysławie, Belgradzie, Zagrzebiu, Budapeszcie i Krakowie. W roku 1841 habilitował się i objął stanowisko prywatnego docenta na berlińskim uniwersytecie, gdzie pracował do roku 1859. Dnia 14 grudnia tegoż roku objął na Uniwersytecie Wrocławskim Katedrę Filologii Słowiańskiej. Swój pierwszy wykład wygłosił w dniu 16 kwietnia 1860. W tym samym roku poślubił w Warszawie Józefę Machczyńską. W czasie swojej pracy na wrocławskiej uczelni prowadził zajęcia z języków i literatury słowiańskiej, dużo czasu poświęcił badaniu twórczości Mickiewicza. Pośmiertnie, w roku 1870, staraniem J. I. Kraszewskiego wydano w dwu tomach jego "Odczyty o poezyi polskiej w pierwszej połowie XIX wieku" - dzieło w sporej części poświęcone Mickiewiczowi. W dniu 11 lutego 1861 objął funkcję kuratora Towarzystwa Literacko-Słowiańskiego, którą sprawował do swojej śmierci. Zmarł na atak serca.
Cybulskiego pochowano na cmentarzu parafialnym pw. św. Doroty we Wrocławiu, cmentarz ten został zlikwidowany w roku 1967, obecnie znajduje się tam Park Andersa. Ocalała płyta nagrobna, z inskrypcją w języku polskim, została wmurowana w południową ścianę kościoła św. Maurycego.
Nazwiskiem Cybulskiego nazwano ulicę w centrum Wrocławia.
Jego córką była Józefa Bąkowska.